# Bantry (Dakota del Nord)
Bantry és una població dels Estats Units a l'estat de Dakota del Nord. Segons el cens del 2000 tenia 19 habitants.

## Demografia
Segons el cens del 2000, Bantry tenia 19 habitants, 11 habitatges, i 4 famílies. La densitat de població era de 45,8 hab./km².
Dels 11 habitatges en un 9,1% hi vivien nens de menys de 18 anys, en un 9,1% hi vivien parelles casades, en un 27,3% dones solteres, i en un 63,6% no eren unitats familiars. En el 54,5% dels habitatges hi vivien persones soles el 9,1% de les quals corresponia a persones de 65 anys o més que vivien soles. El nombre mitjà de persones vivint en cada habitatge era d'1,73 i el nombre mitjà de persones que vivien en cada família era de 2,5.
Per edats la població es repartia de la següent manera: un 15,8% tenia menys de 18 anys, un 21,1% entre 18 i 24, un 21,1% entre 25 i 44, un 31,6% de 45 a 60 i un 10,5% 65 anys o més.
L'edat mediana era de 36 anys. Per cada 100 dones de 18 o més anys hi havia 220 homes.
La renda mediana per habitatge era de 13.750 $ i la renda mediana per família de 19.167 $. Els homes tenien una renda mediana de 23.750 $ mentre que les dones 11.250 $. La renda per capita de la població era de 12.696 $. Entorn del 25% de les famílies i el 21,4% de la població estaven per davall del llindar de pobresa.

## Poblacions més properes
El següent diagrama mostra les poblacions més properes.